# Amstel-Drechtkanaal
Het Amstel-Drechtkanaal is de waterweg die de rivier Drecht en het Aarkanaal verbindt met de Amstel. Het water vormt gedeeltelijk de grens van de Nederlandse provincie Noord-Holland met Zuid-Holland en Utrecht.
De Drecht verbindt aan de westkant via de Oude Wetering met het Braassemermeer en met de Ringvaart van de Haarlemmermeer. Het Aarkanaal verbindt aan de zuidkant met de Oude Rijn bij Alphen aan den Rijn.
Het kanaal is rond 1825 aangelegd op initiatief van koning Willem I, die het mogelijk wilde maken dat grotere schepen zouden kunnen varen tussen Noord- en Zuid-Holland.

## Drecht en kanaal
Het westelijk deel van het kanaal, vanaf het Aarkanaal langs Vrouwenakker tot de Kromme Mijdrecht bij Uithoorn was oorspronkelijk deel van de Drecht. Aan het begin van het Amstel-Drechtkanaal, dus bij het Aarkanaal, ligt de Tolhuissluis, ten noordwesten van Nieuwveen.
Het Pelgrimspad, een lange-afstand-wandelpad loopt tussen de Tolhuissluis en Vrouwenakker aan de noordkant langs het water over een oud jaagpad. Dit deel is ongeveer 8 km lang.

## Amstel en kanaal
De Amstel begon oorspronkelijk bij de samenvloeiing van de Drecht en de Kromme Mijdrecht, iets ten zuidwesten van Uithoorn (dat ook Uithoorn aan de Amstel genoemd wordt). Door kanalisatie en aanleg van het Amstel-Drechtkanaal is het gedeelte tussen Uithoorn en Ouderkerk aan de Amstel onderdeel van dit kanaal geworden.
Het noordoostelijk deel van het kanaal loopt vanaf de Kromme Mijdrecht langs Uithoorn tot Ouderkerk aan de Amstel waar het riviertje de Bullewijk in de Amstel uitmondt. Tussen Uithoorn en Ouderkerk komt uit oostelijke richting het riviertje de Waver op het Amstel-Drechtkanaal uit, bij de zuidwestpunt van de polder de Ronde Hoep.
Dit stuk was oorspronkelijk deel van de Amstel en wordt vrijwel altijd zo genoemd, ook logisch als er plaatsen aan liggen met  aan de Amstel in de naam zoals Nes aan de Amstel. Dit deel is ongeveer 10,5 km lang.
Vanaf Ouderkerk aan de Amstel tot in Amsterdam heet het water officieel nog steeds Amstel. Het deel van het Aarkanaal tot de Bullewijk is 18,5 km lang, vanaf daar tot de monding meet het water 12,5 km.
Het kaartje rechtsboven toont zowel Amstel-Drechtkanaal als Amstel.

## Waterbeheer
Het Amstel-Drechtkanaal behoort tot de Amstellandboezem, beheerd door het Waterschap Amstel, Gooi en Vecht.
Tijdens de uitgesproken warme en droge zomer van 2003 dreigde watergebrek in Zuid-Holland omdat in het Groene Hart grote hoeveelheden boezemwater werden ingelaten in de polders. Voor het eerst in de geschiedenis werd toen besloten de stroomrichting van de Amstel om te draaien. De rivier stroomde toen dus tijdelijk zuidwaarts. Water van het IJsselmeer werd toen vanaf 26 augustus 2003 enkele dagen over Amstel en kanaal zuidwaarts gestuwd naar Zuid-Holland.

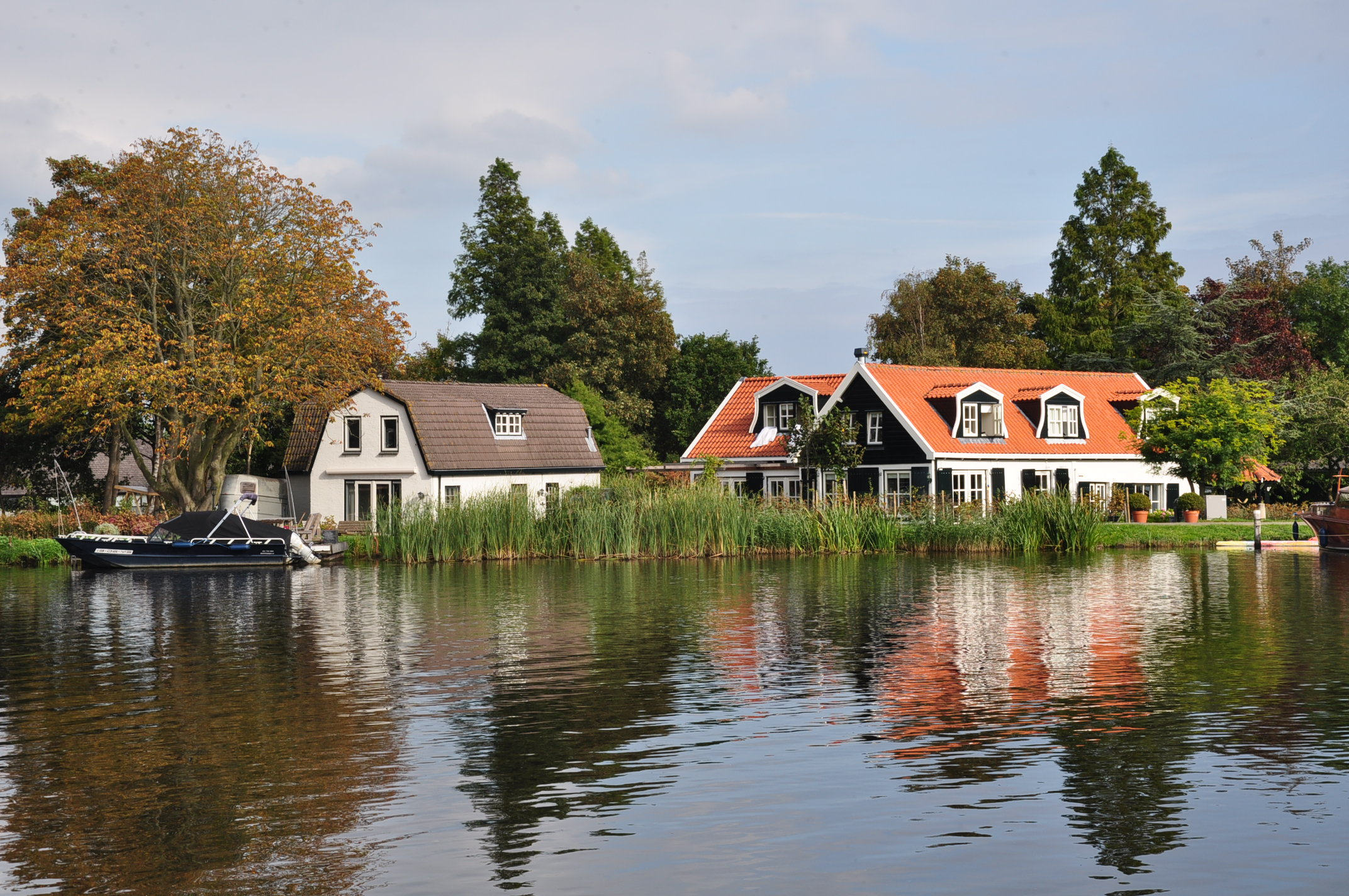
Boerderijen langs het Amstel-Drechtkanaal bij Amstelhoek